# Almindelig judasøre
Almindelig judasøre (Auricularia auricula-judae, synonymer: Auricularia polytricha,  Auricularia auricula, Auricularia sambucina, Auricularia polytricha og Hirneola auricula-judae). På kinesisk hedder den 木耳 pinyin: mù ěr (= "træøre") eller 黑木耳 pinyin: hēi mù ěr (= "sort træøre"). På japansk hedder den キクラゲ, kikurage (= "træ-gople"). Den er en svampeart, som er udbredt i stort set hele verden. Den bruges i mange retter fra Asien og specielt fra det kinesiske køkken.

## Beskrivelse
Det mørkebrune frugtlegeme har en kringlet struktur, der kan minde om et menneskeøre. Det stritter ud fra værtsplanten og har en konveks og fint filthåret overflade. Frugtlegemet er ofte gennemtrukket af noget, der kan ligne blodårer. Undersiden er i begyndelsen grålig, men senere bliver den kødfarvet-brun. Undersiden er dog altid lysere end oversiden. Frugtlemet er sejt og elastisk, brusk- eller geléagtigt, men ved udtørring skrumper det betydeligt og bliver benhårdt. Lugten kan ofte være muggen eller jordagtig, men smagen er mild. Sporepulveret er hvidt.

## Værtplanter
Judasøre er en svækkelsesparasit på levende træer, hvor den fremkalder hvidråd, men den kan også leve som rådsvamp på dødt ved. Judasøre trives på mange træarter som f.eks. birk, robinie, elm, valnød, mango, kapoktræ og hyld. Det er mest almindeligt at finde svampen på hyld, og det er baggrunden for den folketro, at Judas skal have hængt sig i sådan et træ. Man kan finde frugtlegemerne gennem næsten hele året, og da de er frostbestandige, kan man sågar grave dem ud under dyb sne.

## Anvendelse
Tørret judasøre tilbydes af og til i handlen. Svampen er rig på jern, kalium og magnesium, og den indeholder desuden fosfor, silicium og vitamin B1. Filtet judasøre (Auricularia polytricha) er en nært beslægtet art, der også bruges i asiatisk madlavning. I det kinesiske køkken anvender man friske eller tørrede, men opvandede judasører, der er befriet for stilk. De har en svag, svampeagtig smag i sig selv.
I kinesisk medicin bliver svampen brugt til patienter, der lider af åreforkalkning, til forbedring af blodgennemstrømningen og dermed til behandling af kredsløbsygdomme. Den virker hæmmende på betændelser og sænkende på cholesterolmængden.